# Programma frequent flyer
Un programma frequent flyer è un servizio offerto dalla maggior parte delle compagnie aeree per premiare la fedeltà dei clienti che viaggiano spesso in aereo con tali società. Nella maggior parte dei casi, i viaggiatori iscritti al programma guadagnano tanti punti quante sono le miglia percorse; i punti così accumulati possono quindi essere utilizzati per ottenere voli gratuiti o altri servizi, oltre a permettere ai passeggeri di godere di benefici addizionali, come l'accesso ad aree (lounge) dell'aeroporto loro riservate o la priorità nelle prenotazioni.
Con l'introduzione delle alleanze tra compagnie e degli accordi code sharing, i benefici di un programma frequent flyer sono spesso estesi alle compagnie partner, nonché ad alcune catene alberghiere, anch'esse attive nei programmi di fidelizzazione.
Il primo programma era AAdvantage della compagnia statunitense American Airlines, lanciato il 1º maggio del 1981. In Italia il più diffuso è stato probabilmente il programma MilleMiglia, della storica compagnia Alitalia, chiusa nel 2021.

## Accumulo punti
Il metodo principale per ottenere punti in un programma frequent flyer consiste nel compiere viaggi aerei con le compagnie partner. La maggior parte dei programmi premia i viaggiatori con un numero di punti proporzionale alla distanza percorsa (ad esempio un punto per miglio), sebbene non sia l'unico metodo utilizzato. Negli ultimi anni molte compagnie, ad esempio Air France-KLM, stanno passando ad un sistema basato sul costo del biglietto acquistato. Più è alto il costo più miglia si ottengono. 
In Europa, alcune compagnie offrono un numero fisso di punti per volo, a prescindere dalla distanza.  Il calcolo può prevedere poi punti addizionali per viaggi in prima o in business class o se si hanno livelli "élite".Spesso assegnando un numero inferiore di punti nel caso di biglietti scontati.
Molti programmi prevedono poi la possibilità di ottenere punti non solo volando, ma anche con soggiorni negli hotel partner o noleggiando un veicolo da una società associata. Altri metodi includono l'utilizzo di carte di credito, che assegnano dei punti a ogni addebito e in alcuni casi anche livelli élite gratuiti o con soglie di qualificazione ridotte, o ancora la possibilità di guadagnare miglia cenando nei ristoranti convenzionati.
I programmi differiscono poi nella scadenza dei punti - alcuni scadono dopo un periodo di tempo predeterminato, altri nel caso di un prolungato inutilizzo del proprio conto.

## Livelli e benefici
Molti programmi frequent flyer riconoscono ai viaggiatori che effettuano numerosi voli nel corso dell'anno un diverso status rispetto ai normali membri (solitamente chiamato livello argento o oro), che si traduce in ulteriori benefici non ottenibili in altri modi.
I livelli variano a seconda del programma, ma i benefici includono in genere:
- Accesso alle aree riservate alla prima classe o business con un biglietto normale
- Accesso alle aree di altre compagnie
- Sistemi di accumulo punti più vantaggiosi (miglia doppie o triple)
- Possibilità di riservare un posto vicino al proprio, quando disponibile
- Scelta dei posti
- Passaggio gratuito o scontato alla classe superiore
- Priorità nelle liste di attesa
- Priorità in specifici casi di overbooking

Alcuni programmi permettono addirittura ai membri élite di prenotare un volo a posti esauriti, a discapito dei normali passeggeri.
Il livello di socio si basa sulle miglia, o sul numero di voli, effettivamente accumulate volando con la compagnia o con le compagnie partner, e non tramite altri metodi. Il livello di socio ha, nella maggior parte dei casi, valore annuale e ogni anno è necessario riqualificarsi raggiungendo il numero di miglia minimo necessario per un determinato livello.
Alcune compagnie offrono livelli "lifetime" cioè a vita. Questi livelli a vita vengono riconosciuti ai soci che per un certo numero di anni (di solito 10 o più) consecutivi hanno raggiunto un determinato livello o a coloro che hanno ottenuto un determinato numero di miglia qualificanti (di solito il livello minimo è 1 milione). Una volta ottenuto un livello a vita non è più necessario, negli anni successivi,  rispettare il numero di miglia minimo
Lo status ed i benefici sono solitamente riconosciuti da tutte le compagnie appartenenti alla stessa alleanza e possono essere estesi ad altre compagnie partner.
Sono frequenti le promozioni che prevedono punti extra o il passaggio al livello superiore senza essere in possesso dei requisiti normalmente richiesti.
Alcune compagnie, soprattutto americane, ma ad esempio anche l'italiana Air Italy offrono la possibilità di ottenere lo status anche a pagamento. Nel caso delle compagnie americane solitamente è possibile pagare per avere lo status per alcuni mesi, entro i quali è necessario ottenere poi un determinato numero di miglia qualificanti (numero di solito ridotto rispetto al valore standard) per confermare lo status stesso.
Con frequenza variabile le compagnie aeree offrono anche la possibilità di richiedere uno "status match". Se avete un livello élite con una compagnia concorrente, di solito non sono accettate compagnie della stessa alleanza, è possibile chiedere un riconoscimento di un livello simile alla compagnia che offre lo status match. 

## Programmi Frequent Flyer
Nella tabella sono elencati programmi FF di alcune compagnie internazionali:
| Programma             | Compagnie | Alleanza      |
| --------------------- | --- | ------------- |
| AAdvantage            | American Airlines - American Eagle - AmericanConnection - Fiji Airways                                                     | oneworld      |
| Aerolíneas Plus       | Aerolíneas Argentinas | SkyTeam       |
| Aeromexico Rewards    | Aeroméxico | SkyTeam       |
| Aeroplan              | Air Canada - Air Canada Jazz                                                                                               | Star Alliance |
| Airpoints             | Air New Zealand | Star Alliance |
| Al Fursan             | Saudia | SkyTeam       |
| ANA Mileage Club      | All Nippon Airways | Star Alliance |
| Asante Rewards        | Kenya Airways | SkyTeam       |
| Asiana Club           | Asiana Airlines | Star Alliance |
| CashPoints            | Norwegian Air Shuttle |               |
| Cedar Miles           | Middle East Airlines | SkyTeam       |
| Club Premier          | Aeroméxico - Aeromexico Connect                                                                                            | SkyTeam       |
| Dynasty Flyer         | China Airlines | SkyTeam       |
| Eastern Miles         | China Eastern Airlines - Shanghai Airlines                                                                                 | SkyTeam       |
| EGYPTAIR Plus         | EgyptAir | Star Alliance |
| Enrich                | Malaysia Airlines | oneworld      |
| EuroBonus             | Scandinavian Airlines | SkyTeam       |
| Executive Club        | British Airways | oneworld      |
| Finnair Plus          | Finnair | oneworld      |
| Flying Blue           | Gruppo Air France-KLM - Aircalin - TAROM                                                                                   | SkyTeam       |
| Flying Club           | Virgin Atlantic | SkyTeam       |
| FlySmiLes             | SriLankan Airlines | oneworld      |
| GarudaMiles           | Garuda Indonesia | SkyTeam       |
| Iberia Plus           | Iberia | oneworld      |
| JAL Mileage Bank      | Japan Airlines | oneworld      |
| KrisFlyer             | Singapore Airlines | Star Alliance |
| LATAM Pass            | LATAM Airlines |               |
| Lotusmiles            | Vietnam Airlines | SkyTeam       |
| Mileage Plan          | Alaska Airlines | oneworld      |
| Mileage Plus          | United | Star Alliance |
| Miles & More          | Lufthansa - Air Dolomiti - Austrian Airlines - Brussels Airlines - Croatia Airlines - LOT Polish Airlines - Luxair - SWISS | Star Alliance |
| Miles & Smiles        | Turkish Airlines | Star Alliance |
| Miles + Bonus         | Aegean Airlines | Star Alliance |
| PhoenixMiles          | Air China | Star Alliance |
| Privilege Club        | Qatar Airways | oneworld      |
| Qantas Frequent Flyer | Qantas | oneworld      |
| Royal Orchid Plus     | Thai Airways | Star Alliance |
| Royal Plus            | Royal Jordanian | oneworld      |
| SA Voyager            | South African Airways | Star Alliance |
| Safar Flyer           | Royal Air Maroc | oneworld      |
| Sky Pearl Club        | China Southern |               |
| SkyMiles              | Delta Air Lines | SkyTeam       |
| SKYPASS               | Korean Air | SkyTeam       |
| SkyWards              | Emirates |               |
| Suma                  | Air Europa | SkyTeam       |
| The Marco Polo Club   | Cathay Pacific | oneworld      |
| Victoria              | TAP Air Portugal | Star Alliance |
| Volare                | Ita Airways |               |
| Vueling Club          | Vueling |               |

## EQM
Le EQM (Elite Qualifying Miles) sono le miglia valide al raggiungimento delle soglie necessarie per l'ingresso ai club esclusivi dei programma fedeltà; vengono assegnate agli appartenenti ai programmi fedeltà nella misura di un miglio per ogni miglio volato secondo un calcolo solitamente effettuato sulla base dello standard Iata.
Le EQM hanno, solitamente, valore annuale. Ogni anno è necessario raggiungere un certo numero di EQM per ottenere/confermare il livello Elite con la compagnia aerea.
Si differenziano dalle Non-Elite Qualifying Miles che concorrono solo al raggiungimento delle soglie per la richiesta dei premi. Non sono ad esempio EQM le miglia aggiuntive attribuite agli appartenenti ai club esclusivi del programma MilleMiglia.